# Cloroprocaină
Cloroprocaina este un anestezic local din categoria esterilor, derivat de procaină. Este utilizată în anestezia locală de infiltrație.